# Saison 2014-2015 de l'USM Alger
Dernière mise à jour : 28 mai 2014.
Chronologie
Saison précédente Saison suivante
La saison 2014-2015 de l'USM Alger est la 35e saison du club en première division algérienne. L'équipe sera en compétition en Ligue 1 et Coupe d'Algérie et Supercoupe d'Algérie et en Ligue des champions.
Cette saison est marquée par le retour du club algérois en Ligue des champions, et de l'obtention du titre de champion d'Algérie, le sixième de l'histoire du club de la capitale après 1963 et 1996 et 2002 et 2003 et 2005.

## Avant-saison
Le ES Sétif déclare avoir trouvé un accord avec Ahmed Gasmi et Abdelmalek Ziaya, Gasmi et Ziaya s'engage avec son nouveau club le 14 juillet pour deux ans. Lamouri Djediat, arrivé au terme de son contrat, signe en faveur du CR Belouizdad pour deux ans. Youssouf Benamara est libéré de sa dernière année de contrat puis signe au JS Kabylie.
Le club officialise la signature de quatre jeunes joueurs issus de son centre de formation. Mohammed Benkhemassa, Ayoub Abdellaoui, Abderrahmane Meziane et Abderrahmane Bourdim se sont vus parapher leur premier contrat professionnel. Mokhtar Benmoussa l'arrière latéral gauche, prolonge son contrat deux ans. Brahim Boudebouda et Mohamed Seguer prolonge eux aussi leur contrat deux ans. et aussi Feham Bouazza, prolonge son contrat deux ans.
Le jeune attaquant Samy Frioui est prêté sans option d'achat au USM El Harrach pour deux saisons. Ibrahim Bekakchi est prêté au CA Bordj Bou Arreridj, formation de Ligue 2 pour deux saisons aussi. Djamel Eddine Chatal est quant à lui prêté au MO Béjaïa.

## Transferts

### Transferts estivaux
| Nom                     | Date            | Transfert (Durée)             | Provenance/Destination | Source |
| ----------------------- | --------------- | ----------------------------- | ---------------------- | ------ |
| Arrivées                |                 |                               |                        |        |
| Abdenour Merzouki       | 3 juin 2014     | deux ans                      | MC Mekhadma            | [ 14 ] |
| Mourad Berrefane        | 5 juin 2014     | deux ans                      | MO Béjaïa              | [ 15 ] |
| Mohammed Benkhemassa    | 5 juin 2014     | Premier contrat professionnel | Formé au club          | [ 16 ] |
| Ayoub Abdellaoui        | 5 juin 2014     | Premier contrat professionnel | Formé au club          | [ 16 ] |
| Abderrahmane Meziane    | 5 juin 2014     | Premier contrat professionnel | Formé au club          | [ 16 ] |
| Abderrahmane Bourdim    | 5 juin 2014     | Premier contrat professionnel | Formé au club          | [ 16 ] |
| Salim Laassami          | 8 juin 2014     | deux ans                      | GS Consolat            | [ 17 ] |
| Akim Orinel             | 9 juin 2014     | trois ans                     | Saint-Raphaël          | [ 18 ] |
| Youcef Belaïli          | 12 juin 2014    | deux ans                      | Espérance de Tunis     | [ 19 ] |
| Rachid Nadji            | 13 juin 2014    | deux ans                      | ES Sétif               | [ 20 ] |
| Noui Laïfa              | 13 juillet 2014 | deux ans                      | Paris FC               | [ 21 ] |
| Départs                 |                 |                               |                        |        |
| Ahmed Gasmi             | Juin 2014       | Fin de contrat                | ES Sétif               |        |
| Lamouri Djediat         | Juin 2014       | Fin de contrat                | CR Belouizdad          |        |
| Youssouf Benamara       | Juin 2014       | Fin de contrat                | JS Kabylie             | [ 22 ] |
| Djamel Rabti            | 30 mai 2014     | Résiliation de contrat        | -                      |        |
| Sid Ahmed Rafik Mazouzi | 1er juin 2014   | Résiliation de contrat        | RC Arbaa               |        |
| Abdelmalek Ziaya        | 9 juillet 2014  | Résiliation de contrat        | ES Sétif               |        |
| Prêts                   |                 |                               |                        |        |
| Ismaïl Mansouri         | -               | -                             | MO Béjaïa              |        |
| Ibrahim Bekakchi        | 14 juillet 2014 | Prêt (2 ans)                  | CA Bordj Bou Arreridj  | [ 23 ] |
| Samy Frioui             | 24 juin 2014    | Prêt (2 ans)                  | USM El Harrach         | [ 23 ] |
| Djamel Chatal           | 14 juillet 2014 | Prêt (2 ans)                  | MO Béjaïa              | [ 24 ] |

### Transferts hivernaux
| Nom                | Date             | Transfert (Durée)           | Provenance/Destination   | Source |
| ------------------ | ---------------- | --------------------------- | ------------------------ | ------ |
| Arrivées           |                  |                             |                          |        |
| Rostand Kako       | 26 décembre 2014 | Transfert (50 mille euros)  | Coton Sport              | [ 25 ] |
| Kaddour Beldjilali | 7 janvier 2015   | Transfert (400 mille euros) | Étoile sportive du Sahel | [ 26 ] |
| Kouadio Manucho    | 7 janvier 2015   | Transfert gratuit           | FC Infonet               |        |
| Hossin Lagoun      | 15 janvier 2015  | Transfert gratuit           | Terracina                | [ 27 ] |
| Départs            |                  |                             |                          |        |
| Noui Laïfa         | 1 décembre 2014  | Transfert gratuit           | SR Colmar                | [ 28 ] |
| Salim Laassami     | 31 décembre 2014 | Transfert gratuit           | GS Consolat              | [ 29 ] |
| Ernest Nsombo      | 12 janvier 2015  | Prêt                        | AS La Marsa              | [ 30 ] |
| Mohamed Amrane     | 16 janvier 2015  | Prêt pour six mois          | ESM Koléa                |        |
| Akim Orinel        | 18 janvier 2015  | Transfert gratuit           | Saint-Raphaël            | [ 31 ] |

## Préparation d'avant-saison
Le USMA dispute huit matchs amicaux face au Şişli Anadolu SK (le jeudi 12 juillet au Stade Maltepe, Istanbul), au Esteghlal FC (le dimanche 15 juillet au Stade Maltepe, Istanbul), à Esteghlal Ahvaz FC (le 18 juillet au Stade Maltepe, Istanbul), à Al-Wehdat SC (le 20 juillet au Stade Maltepe, Istanbul), au USM Blida (le 25 juillet au Stade Omar-Hamadi), au ESM Kolea (le 26 juillet au Stade Omar-Hamadi), au JSM Béjaïa (le 3 août 2012 au Stade Omar-Hamadi), puis face au RC Arbaa (le 3 août 2014 au Stade Omar-Hamadi).

## Compétitions

### Supercoupe d'Algérie
Le Supercoupe d'Algérie de football 2014 est la 8e édition du Supercoupe d'Algérie, compétition ne comptant qu'un seul match et organisée par la Ligue de football professionnel (LFP) et la Fédération algérienne de football (FAF) depuis 2013, qui oppose le champion d'Algérie au vainqueur de la Coupe d'Algérie. la compétition a lieu cette saison au Stade Mustapha-Tchaker à Blida Pour la deuxième fois.
La rencontre oppose donc l'USM Alger, champion d'Algérie 2013-2014, aux MC Alger, vainqueur de la Coupe d'Algérie 2013-2014. Les règles du match sont les suivantes : la durée de la rencontre est de 90 minutes puis en cas de match nul, une séance de tirs au but est réalisée pour départager les équipes. Trois remplacements sont autorisés pour chaque équipe.
les deux clubs Rencontre pour La première fois en Supercoupe d'Algérie dans en Derby algérois, Sid Ahmed Aouedj inscrit le seul but de la rencontre A la 81e minute le MC Alger a remporté sa troisième Supercoupe d’Algérie en bat-Tenant du titre, l’USMA par la plus petite des marges.
Par ailleurs, un scandale vient ensuite entacher cette compétition. L'arbitre-assistant international algérien, Amine Bitam, ayant officier le match, déclare à la presse locale avoir lésé l'USM Alger sur ordre d'un haut responsable algérien. Un but valable pour l'USM Alger a été refusé sous prétexte de hors jeu. L'affaire est en justice.
Championnat d'Algérie

### Championnat d'Algérie

#### Championnat
La Ligue 1 2014-2015 est la cinquante-et-unième édition du championnat d'Algérie de football et la cinquième sous l'appellation « Ligue 1 ». La division oppose seize clubs en une série de trente rencontres. Les meilleurs de ce championnat se qualifient pour les coupes d'africains que sont la Ligue des Champions (le podium) et la Coupe de la confédération (le troisième et le vainqueur de coupe nationale). L'USM Alger participe à cette compétition pour la trente-cinquième fois de son histoire et la vingtième depuis la saison 1995-1996.
Les relégués de la saison précédente, le JSM Béjaïa, le CA Bordj Bou Arreridj et le CRB Aïn Fakroun, sont remplacés par l'USM Bel-Abbès, champion de Ligue 2 en 2013-2014 après une année d'absence, l'ASM Oran, 7 ans après sa dernière participation au plus haut niveau national, et le NA Hussein Dey, relégué en Ligue 2 lors de la saison 2010-2011.

#### Journées 1 à 5
Pour le premier match de la saison, les Usmistes reçoivent au Stade Omar-Hamadi pour jouer le match d'ouverture du championnat face au ES Sétif. le ES Sétif ouvrent le score dès la quinzième minute sur penalty avec Akram Djahnit sur une bourde de Nassim Bouchema après ça En seconde période, les Usmistes égalise par un penalty avec Mohamed Meftah Les deux équipes n’ont pu faire mieux qu’un nul, un but partout.
Pour le choc de la choc de la 2e journée, les Usmistes se déplacent au Stade du 1er-Novembre-1954 pour jouer contre la JS Kabylie dans un match Derby kabylo-algérois. équipe qui avait éliminé la formation Usmistes aux tirs au but la saison dernière en Seizièmes de finale de la Coupe d'Algérie. Les Usmistes ouvrent le score par Mokhtar Benmoussa dès la septième minute sur Coup franc direct après dix-sept minute Benmoussa exclusion Deuxième carton jaune, la JS Kabylie égalise sur un penalty avec Albert Ebossé Bodjongo en seconde période, le remplacement Youcef Belaïli marqué le but de la victoire A la 83e minute.
Le match a pris fin sur une défaite de 2-1, avec Bodjongo contribuant le seul but de la JSK. Bodjongo est décédé quelques heures plus tard à l'hôpital par une lésion cérébrale traumatique. Il avait 24 ans. Après la mort de Bodjongo, la Fédération algérienne de football a suspendu indéfiniment tout le football et a ordonné la fermeture du Stade du 1er-Novembre-1954.
Le USMA accueille ensuite le CR Belouizdad au Stade Omar-Hamadi pour première match Derby de la saison. En seconde période Mohamed Meftah ouvrent le score dès la cinquante minute sur un penalty après ça le remplacement Rachid Nadji marqué le deuxième but A la 75e minute.
Le USMA se déplace en Samedi au Stade Ismaïl-Makhlouf pour affronter le RC Arbaa, les Usmistes vont être malmenés par Arbaa qui va ouvrir le score, sur penalty, à la 5e minute par Abdelmalek Mokdad, et à la 90+4e minute par Oussama Darfalou va crucifier le USMA en marquant le second but sur un nouveau contre. USMA concède donc sa première défaite de la saison. Arbaa met également fin à la série entamée par le USMA de 25 matchs consécutifs sans défaites en Championnat.
À l'issue de la 5e journée, le USMA pointe à la septième place, à trois points du leader, le CS Constantine.

#### Classement final
| Rang | Équipe           | Pts | J  | G  | N  | P  | Bp | Bc | Diff |
| ---- | ---------------- | --- | -- | -- | -- | -- | -- | -- | ---- |
| 1    | ES SétifS        | 48  | 30 | 13 | 9  | 8  | 37 | 28 | +9   |
| 2    | MO Béjaïa C      | 47  | 30 | 12 | 11 | 7  | 36 | 23 | +13  |
| 3    | MC Oran          | 44  | 30 | 11 | 11 | 8  | 19 | 19 | 0    |
| 4    | USM El Harrach   | 43  | 30 | 13 | 4  | 13 | 30 | 32 | -2   |
| 5    | CS Constantine   | 42  | 30 | 11 | 9  | 10 | 32 | 31 | +1   |
| 6    | CR Belouizdad    | 42  | 30 | 11 | 9  | 10 | 27 | 34 | -7   |
| 7    | USM Alger T      | 41  | 30 | 10 | 11 | 9  | 35 | 27 | +8   |
| 8    | ASM Oran P       | 41  | 30 | 11 | 8  | 11 | 33 | 37 | -4   |
| 9    | NA Hussein Dey P | 40  | 30 | 10 | 10 | 10 | 23 | 22 | +1   |
| 10   | RC Arbaâ F       | 40  | 30 | 12 | 4  | 14 | 28 | 35 | -7   |
| 11   | MC Alger         | 39  | 30 | 10 | 9  | 11 | 32 | 30 | +2   |
| 12   | JS Kabylie       | 39  | 30 | 11 | 6  | 13 | 33 | 35 | -2   |
| 13   | JS Saoura        | 39  | 30 | 10 | 9  | 11 | 26 | 29 | -3   |
| 14   | MC El Eulma      | 38  | 30 | 11 | 5  | 14 | 40 | 36 | +4   |
| 15   | ASO Chlef        | 36  | 30 | 8  | 12 | 10 | 24 | 28 | -4   |
| 16   | USM Bel-Abbès P  | 33  | 30 | 8  | 9  | 13 | 19 | 28 | -9   |

Qualifications internationales
- Ligue des champions de la CAF 2016
- Coupe de la confédération 2016

Relégation
- Relégation en Ligue 2

Abréviations
T: Tenant du titre

S: Vainqueur de la Supercoupe d'Algérie 2015

C: Vainqueur de la Coupe d'Algérie 2014-2015

F: Finaliste de la Coupe d'Algérie 2014-2015

P: Promus de Ligue 2 2013-2014

#### Évolution du classement et des résultats
| Rang     | 8 | 4 | 2 | 4 | 7 | 11 | 11 | 13 | 8 | 5 | 3 | 3 | 1 | 3 | 2 | 4 | 5 | 8 | 4 | 5 | 3 | 3 | 3 | 3 | 4 | 7 | 8 | 8 | 11 | 8 | 1 |   |   |
| Résultat |   |   |   |   |   |    |    |    |   |   |   |   |   |   |   |   |   |   |   |   |   |   |   |   |   |   |   |   |    |   | — | — | — |

## Joueurs et encadrement technique

### Encadrement technique

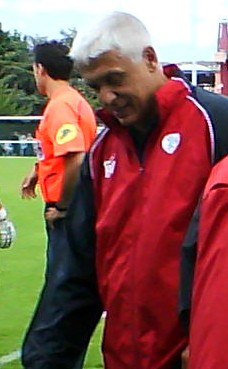
Hubert Velud.

L'équipe est entraînée par Hubert Velud. Entraîneur de 55 ans, il a été formé au Stade de Reims et y a commencé sa carrière de joueur professionnel.
En novembre 2013, il prend les destinées du club algérois de l'USMA, en remplacement de Rolland Courbis, remercié. Le 17 mai 2013, à l'occasion des 5èmes Oscars du football algérien, Hubert Velud est élu meilleur entraîneur de la Ligue 1 algérienne pour la saison 2012/13.
Deux mois après sa prise de fonction au sein de l'USM Alger, il ajoute un nouveau trophée à son palmarès, le premier sous les couleurs rouges et noires, en remportant la Supercoupe d'Algérie 2013 (2-0) à Blida contre son ancien club l'ES Sétif.
Au terme d'une saison exceptionnelle qui verra l'USM Alger enchaîner 22 matches sans défaite à partir de la prise de fonction d'Hubert Velud lors de la 8e journée, le club algérois est sacré champion d'Algérie 2013/14, ce qui fait de l'entraîneur français le premier technicien étranger à glaner 2 titres de champions d'affilée avec 2 clubs différents.
En toute logique, il est élu pour la deuxième fois meilleur entraîneur de la Ligue 1 algérienne en mai 2014.

## Statistiques

### Statistiques collectives
| Compétition          | Débute au tour    | Termine             | Matches joués | Gagnés | Nuls | Perdus | Buts pour | Buts contre | Différence |
| -------------------- | ----------------- | ------------------- | ------------- | ------ | ---- | ------ | --------- | ----------- | ---------- |
| Coupe d'Algérie      | 1/32 de finale    | 1/8 de finale       | 3             | 2      | 1    | 0      | 7         | 2           | +5         |
| Ligue 1              | -                 | 8e place            | 30            | 10     | 11   | 9      | 35        | 27          | +8         |
| Supercoupe d'Algérie | Finale            | Finaliste           | 1             | 0      | 0    | 1      | 0         | 1           | −1         |
| Ligue des champions  | Tour préliminaire | Huitièmes de finale | 6             | 3      | 2    | 1      | 13        | 7           | +6         |
| Total                | -                 | -                   | 40            | 15     | 14   | 11     | 55        | 37          | +18        |

### Statistiques individuelles
(Mis à jour le 29 mai 2015)
| Numéro | Nat. | Nom         | Championnat | Championnat | Championnat | Championnat  | Coupe d’Algérie | Coupe d’Algérie | Coupe d’Algérie | Coupe d’Algérie | Super coupe | Super coupe | Super coupe | Super coupe  | Ligue des champions | Ligue des champions | Ligue des champions | Ligue des champions | Total | Total       | Total  | Total        |
| Numéro | Nat. | Nom         | M.j.        | But inscrit | Averti      | Carton rouge | M.j.            | But inscrit     | Averti          | Carton rouge    | M.j.        | But inscrit | Averti      | Carton rouge | M.j.                | But inscrit         | Averti              | Carton rouge        | M.j.  | But inscrit | Averti | Carton rouge |
| ------ | ---- | ----------- | ----------- | ----------- | ----------- | ------------ | --------------- | --------------- | --------------- | --------------- | ----------- | ----------- | ----------- | ------------ | ------------------- | ------------------- | ------------------- | ------------------- | ----- | ----------- | ------ | ------------ |
| 1      |      | Zemmamouche | 24          | -0          | 0           | 0            | 2               | -0              | 0               | 0               | 1           | -0          | 0           | 0            | 6                   | -0                  | 2                   | 0                   | 33    | -0          | 2      | 0            |
| 16     |      | Merzouki    | 0           | -0          | 0           | 0            | 0               | -0              | 0               | 0               | 0           | -0          | 0           | 0            | 0                   | -0                  | 0                   | 0                   | 0     | -0          | 0      | 0            |
| 27     |      | Berrefane   | 7           | -0          | 1           | 0            | 1               | -0              | 0               | 0               | 0           | -0          | 0           | 0            | 1                   | -0                  | 0                   | 0                   | 9     | -0          | 1      | 0            |
|        |      |             |             |             |             |              |                 |                 |                 |                 |             |             |             |              |                     |                     |                     |                     |       |             |        |              |
| 3      |      | Abdellaoui  | 5           | 0           | 2           | 0            | 0               | 0               | 0               | 0               | 0           | 0           | 0           | 0            | 4                   | 0                   | 1                   | 0                   | 9     | 0           | 3      | 0            |
| 4      |      | Laïfaoui    | 14          | 0           | 4           | 0            | 1               | 0               | 0               | 0               | 0           | 0           | 0           | 0            | 5                   | 1                   | 0                   | 0                   | 20    | 1           | 4      | 0            |
| 6      |      | Chafaï      | 22          | 0           | 6           | 0            | 3               | 1               | 0               | 0               | 1           | 0           | 0           | 0            | 4                   | 2                   | 1                   | 0                   | 30    | 3           | 7      | 0            |
| 20     |      | Khoualed    | 24          | 0           | 5           | 2            | 2               | 0               | 2               | 0               | 1           | 0           | 0           | 0            | 5                   | 0                   | 0                   | 0                   | 32    | 0           | 7      | 2            |
| 25     |      | Benmoussa   | 23          | 2           | 2           | 1            | 3               | 0               | 0               | 0               | 1           | 0           | 0           | 0            | 6                   | 1                   | 0                   | 0                   | 33    | 3           | 2      | 1            |
| 26     |      | Boudebouda  | 21          | 5           | 3           | 0            | 3               | 1               | 0               | 0               | 1           | 0           | 0           | 0            | 2                   | 0                   | 0                   | 0                   | 27    | 6           | 3      | 0            |
| 29     |      | Laassami    | 0           | 0           | 0           | 0            | 0               | 0               | 0               | 0               | 0           | 0           | 0           | 0            | 0                   | 0                   | 0                   | 0                   | 0     | 0           | 0      | 0            |
| 30     |      | Meftah      | 27          | 5           | 9           | 0            | 3               | 0               | 0               | 0               | 1           | 0           | 0           | 0            | 4                   | 2                   | 2                   | 0                   | 35    | 7           | 11     | 0            |
|        |      |             |             |             |             |              |                 |                 |                 |                 |             |             |             |              |                     |                     |                     |                     |       |             |        |              |
| 5      |      | Bourdim     | 2           | 0           | 0           | 0            | 1               | 0               | 0               | 0               | 0           | 0           | 0           | 0            | 0                   | 0                   | 0                   | 0                   | 3     | 0           | 0      | 0            |
| 7      |      | Ferhat      | 19          | 1           | 1           | 1            | 2               | 0               | 0               | 0               | 1           | 0           | 0           | 0            | 2                   | 0                   | 1                   | 0                   | 24    | 1           | 2      | 1            |
| 8      |      | Orinel      | 2           | 0           | 0           | 0            | 0               | 0               | 0               | 0               | 1           | 0           | 0           | 0            | 0                   | 0                   | 0                   | 0                   | 3     | 0           | 0      | 0            |
| 8      |      | Beldjilali  | 7           | 1           | 0           | 0            | 1               | 0               | 0               | 0               | 0           | 0           | 0           | 0            | 2                   | 1                   | 0                   | 0                   | 10    | 2           | 0      | 0            |
| 10     |      | Belaïli     | 25          | 6           | 7           | 1            | 2               | 0               | 0               | 0               | 0           | 0           | 0           | 0            | 5                   | 2                   | 1                   | 0                   | 32    | 8           | 8      | 1            |
| 11     |      | El Orfi     | 14          | 0           | 3           | 0            | 0               | 0               | 0               | 0               | 0           | 0           | 0           | 0            | 4                   | 0                   | 0                   | 0                   | 18    | 0           | 3      | 0            |
| 13     |      | Bouchema    | 23          | 1           | 9           | 0            | 3               | 0               | 2               | 0               | 1           | 0           | 0           | 0            | 5                   | 1                   | 2                   | 0                   | 32    | 2           | 13     | 0            |
| 15     |      | Feham       | 16          | 1           | 1           | 0            | 1               | 0               | 0               | 0               | 1           | 0           | 0           | 0            | 4                   | 0                   | 1                   | 0                   | 22    | 1           | 2      | 0            |
| 21     |      | Laïfa       | 1           | 0           | 0           | 0            | 0               | 0               | 0               | 0               | 0           | 0           | 0           | 0            | 0                   | 0                   | 0                   | 0                   | 1     | 0           | 0      | 0            |
| 23     |      | Koudri      | 25          | 2           | 6           | 0            | 3               | 0               | 2               | 0               | 1           | 0           | 1           | 0            | 4                   | 1                   | 0                   | 1                   | 33    | 3           | 9      | 1            |
| 24     |      | Benkhemassa | 12          | 1           | 5           | 0            | 2               | 0               | 0               | 0               | 0           | 0           | 0           | 0            | 3                   | 0                   | 0                   | 0                   | 17    | 1           | 5      | 0            |
| 28     |      | Baïteche    | 18          | 2           | 1           | 0            | 0               | 0               | 0               | 0               | 0           | 0           | 0           | 0            | 5                   | 0                   | 0                   | 0                   | 23    | 2           | 1      | 0            |
|        |      |             |             |             |             |              |                 |                 |                 |                 |             |             |             |              |                     |                     |                     |                     |       |             |        |              |
| 9      |      | Andria      | 28          | 1           | 1           | 0            | 3               | 2               | 0               | 0               | 1           | 0           | 0           | 0            | 6                   | 2                   | 1                   | 0                   | 38    | 5           | 2      | 0            |
| 12     |      | Manucho     | 9           | 2           | 0           | 0            | 0               | 0               | 0               | 0               | 0           | 0           | 0           | 0            | 3                   | 0                   | 1                   | 0                   | 12    | 2           | 1      | 0            |
| 14     |      | Nadji       | 20          | 3           | 2           | 0            | 3               | 2               | 0               | 0               | 0           | 0           | 0           | 0            | 2                   | 0                   | 0                   | 1                   | 25    | 5           | 2      | 1            |
| 18     |      | Seguer      | 14          | 1           | 2           | 0            | 1               | 0               | 1               | 0               | 0           | 0           | 0           | 0            | 1                   | 0                   | 0                   | 0                   | 16    | 1           | 3      | 0            |
| 19     |      | Nsombo      | 4           | 0           | 0           | 0            | 0               | 0               | 0               | 0               | 1           | 0           | 0           | 0            | 0                   | 0                   | 0                   | 0                   | 5     | 0           | 0      | 0            |
| 20     |      | Taib        | 1           | 0           | 0           | 0            | 0               | 0               | 0               | 0               | 0           | 0           | 0           | 0            | 0                   | 0                   | 0                   | 0                   | 1     | 0           | 0      | 0            |
| 21     |      | Kako        | 2           | 0           | 0           | 0            | 0               | 0               | 0               | 0               | 0           | 0           | 0           | 0            | 0                   | 0                   | 0                   | 0                   | 2     | 0           | 0      | 0            |
| 33     |      | Meziane     | 5           | 1           | 0           | 0            | 2               | 0               | 0               | 0               | 0           | 0           | 0           | 0            | 1                   | 0                   | 0                   | 0                   | 8     | 1           | 0      | 0            |

### Statistiques des buteurs
|        | Buteur                  | Ligue 1 | Coupe d'Algérie | Supercoupe d'Algérie | Ligue des champions | Total | Min | MJ |
| ------ | ----------------------- | ------- | --------------- | -------------------- | ------------------- | ----- | --- | -- |
| TOTAL1 | TOTAL1                  | 34      | 7               | 0                    | 13                  | 54    | 0   | 40 |
| 1      | Youcef Belaïli          | 6       | 0               | 0                    | 2                   | 8     | -   | -  |
| 2      | Mohamed Rabie Meftah    | 5       | 0               | 0                    | 2                   | 7     | -   | -  |
| 3      | Brahim Boudebouda       | 4       | 2               | 0                    | 0                   | 6     | -   | -  |
| 4      | Rachid Nadji            | 3       | 2               | 0                    | 0                   | 5     | -   | -  |
| 5      | Carolus Andriamatsinoro | 1       | 2               | 0                    | 2                   | 5     | -   | -  |
| 6      | Farouk Chafaï           | 0       | 1               | 0                    | 2                   | 3     | -   | -  |
| 7      | Mokhtar Benmoussa       | 2       | 0               | 0                    | 1                   | 3     | -   | -  |
| 8      | Hamza Koudri            | 2       | 0               | 0                    | 1                   | 3     | -   | -  |
| 9      | Kouadio Manucho         | 2       | 0               | 0                    | 0                   | 2     | -   | -  |
| 10     | Karim Baïteche          | 2       | 0               | 0                    | 0                   | 2     | -   | -  |
| 11     | Nassim Bouchema         | 1       | 0               | 0                    | 1                   | 2     | -   | -  |
| 12     | Kaddour Beldjilali      | 1       | 0               | 0                    | 1                   | 2     | -   | -  |
| 13     | Bouazza Feham           | 1       | 0               | 0                    | 0                   | 1     | -   | -  |
| 14     | Mohamed Seguer          | 1       | 0               | 0                    | 0                   | 1     | -   | -  |
| 15     | Abderrahmane Meziane    | 1       | 0               | 0                    | 0                   | 1     | -   | -  |
| 16     | Mohammed Benkhemassa    | 1       | 0               | 0                    | 0                   | 1     | -   | -  |
| 17     | Zinedine Ferhat         | 1       | 0               | 0                    | 0                   | 1     | -   | -  |
| 18     | Abdelkader Laïfaoui     | 0       | 0               | 0                    | 1                   | 1     | -   | -  |

1. Total des buts dans le jeu, hors c-s-c.